# Chaulmoograzuur
Chaulmoograzuur of 2-cyclopenteen-1-tridecaanzuur, is een vetzuur met een alifatische keten met 13 koolstofatomen die eindigt op een cyclopenteenring. Het wordt verkregen uit de olie van de chaulmoogra (Hydnocarpus kurzii of Taraktogenos kurzii King), een boom uit Zuidoost-Azië. Deze olie is een van de oudst bekende middelen voor de behandeling van lepra en andere huidaandoeningen.
Chaulmoograzuur blijkt de activiteit van het enzym Protein Phosphatase 5 (PP5) te stimuleren, die in de neocortex van patiënten met de ziekte van Alzheimer significant verlaagd is. Chaulmoograzuur of een aanverwante verbinding zou dus een therapeutisch effect kunnen hebben voor de ziekte van Alzheimer.